# 11 août en sport
11 juillet 11 septembre
Chronologies thématiques
- Croisades
- Ferroviaires
- Disney

Le 11 août (223e jour de l'année ou 224e en cas d'année bissextile) en sport.

## Événements

### XIXesiècle
- 1864 :
  - (Baseball) : les Brooklyn Atlantics remportent le 8e championnat de baseball de la NABBP avec 20 victoires et 1 défaite[1].

### XXesièclede1901à1950
- 1934 :
  - (Basket-ball) : menée par Lucienne Velu, l'Équipe de France de basket-ball féminin s'impose 34 à 23 face aux États-Unis en finale du tournoi de basket-ball des 4es Jeux mondiaux féminins de Londres.
- 1946 :
  - (Cyclisme) : Louison Bobet devient champion de France de cyclisme sur route.

### XXesièclede1951à2000
- 1984 :
  - (Football) : l'équipe de France olympique de football remporte la médaille d'or aux Jeux olympiques d'été de 1984 en s'imposant en finale 2-0 face au Brésil devant plus de 100 000 spectateurs au Rose Bowl.
  - (Moto) : le Français Christian Sarron est champion du monde moto en 250 cm3.
- 1985 :  
  - (Athlétisme) : Rudolf Povarnitsyn porte le Record du monde du saut en hauteur à 2,40 m.
  - (Moto) : l'américain Freddy Spencer, champion du monde moto en 250 cm3 remporte le titre des 500 cm3.
- 1991 :
  - (Formule 1) : Ayrton Senna (McLaren-Honda) remporte la 31e victoire de sa carrière en s'imposant, sur le Hungaroring à Budapest, lors du Grand Prix de Hongrie de Formule 1, devant les deux pilotes Williams-Renault, Nigel Mansell (2e) et Riccardo Patrese (3e).
- 1994 :
  - (Athlétisme) : la française Marie-José Pérec est championne d'Europe sur 400 mètres.
- 1995 :
  - (Athlétisme) : l'américaine Kim Batten porte le record du monde féminin du 400 m haies à 52,61 s.
- 1996 :
  - (Formule 1) : Grand Prix automobile de Hongrie.

### XXIesiècle
- 2008 :
  - (Tennis) : la serbe Jelena Janković devient la 18e joueuse no 1 mondiale au classement de la WTA.
- 2012 : 
  - (JO) : 18e jour de compétition aux Jeux olympiques.
- 2015 :
  - (Sports équestres /Championnats d'Europe de dressage) : début des Championnats d'Europe de dressage et de saut d'obstacles.
- 2016 :
  - (Jeux olympiques de Rio 2016) : 9e jour de compétition aux Jeux de Rio.
- 2017 :
  - (Athlétisme /Championnats du monde) : sur la 8e journée des Championnats du monde d'athlétisme, chez les hommes, victoire au marteau du Polonais Paweł Fajdek; chez les femmes, sur le 200 m victoire de la Néerlandaise Dafne Schippers, sur le 3 000 m steeple, victoire de l'américaine Emma Coburn et à la longueur, victoire de l'américaine Brittney Reese.
- 2018 :
  - (Championnats sportifs européens) : sur la 9e journée de compétition, en athlétisme, chez les hommes, sur le 800m, victoire du PolonaisAdam Kszczot, sur 5 000m, victoire du Norvégien Jakob Ingebrigtsen, à la hauteur, victoire de l'Allemand Mateusz Przybylko, sur 20 km marche, victoire de l'Espagnol Álvaro Martín et sur le relais 4×400m, victoire des Belges : Dylan Borlée, Jonathan Borlée, Jonathan Sacoor et Kévin Borlée. Chez les femmes, sur le 200m, victoire de la Britannique Dina Asher-Smith, sur le 400m, victoire de la Polonaise Justyna Święty-Ersetic, sur la longueur, victoire de l'Allemande Malaika Mihambo, sur le disque, victoire de la Croate Sandra Perković, sur 20 km marche, victoire de l'Espagnole María Pérez et sur le relais 4×400m, victoire des Polonaises : Małgorzata Hołub-Kowalik, Patrycja Wyciszkiewicz, Iga baumgart within et Justyna Święty-Ersetic. En eau libre, en relais mixte 4×5 km victoire, des Néerlandais : Esmee Vermeulen, Sharon van Rouwendaal, Pepijn Maxime Smits et Ferry Weertman. En plongeon, en mixte, sur la plateforme à 10m, en synchronisée, victoire des Russes : Nikita Shleikher et Yulia Timoshinina et chez les femmes, au tremplin à 3m, victoire de la Britannique Grace Reid. En BMX, chez les hommes, victoire du Britannique Kyle Evans et chez les femmes, victoire de la Néerlandaise Laura Smulders. En gymnastique artistique masculine, par équipes, victoire des Russes : David Beliavski, Artur Dalaloyan, Mykola Kuksenkov, Dmitriy Lankin et Nikita Nagornyy. En triathlon, en relais mixte, victoire des Français : Léonie Périault, Pierre Le Corre, Cassandre Beaugrand et Dorian Coninx.
- 2023 :
  - (Football /Ligue 1) : début de la 86e édition du Championnat de France de football de Ligue 1 qui se terminera le 18 mai 2024. Cette édition marque le retour à dix-huit équipes, après 21 saisons à vingt clubs : les seize maintenues de la saison précédente, auxquelles s'ajoutent les deux promus de Ligue 2 : Le Havre AC et FC Metz.
- 2024 :
  - (Jeux olympiques d'été /JO de Paris) : 18e et dernière journée de compétitions des Jeux olympiques puis Cérémonie de clôture.

## Naissances

### XVIIIesiècle
- 1778 : Friedrich Ludwig Jahn, éducateur allemand. Promoteur de la gymnastique. († 15 octobre 1852).

### XIXesiècle
- 1860 : 
  - Duane Williams, avocat suisse. Fondateur de la FIT. († 15 avril 1912).
- 1874 :
  - Billy Dunlop, footballeur écossais. (1 sélection en équipe nationale). († 28 novembre 1941).
- 1875 : 
  - Daniel Soubeyran, rameur français. Médaillé d'argent du quatre avec barreur aux Jeux de Paris 1900. († 8 février 1959).
- 1877 : 
  - Aloïs Catteau, cycliste sur route belge. († 1er novembre 1939).
- 1882 :
  - Walter Streule, footballeur suisse. († ?).
- 1900 : 
  - Charles Paddock, athlète de sprint américain. Champion olympique du 100 m et du relais 4×100m puis médaillé d'argent du 200 m aux Jeux d'Anvers de 1920 et ensuite médaillé d'argent sur 200 m aux Jeux de Paris de 1924. († 21 juillet 1943).

### XXesièclede1901à1950
- 1901 :
  - Paul Martin, athlète de demi-fond suisse. Médaillé d'argent du 800m aux Jeux de Paris 1924. († 28 avril 1987).
- 1902 :
  - Alfredo Binda, cycliste sur route italien. Champion du monde de cyclisme sur route 1927, 1930 et 1932. Vainqueur des Tours d'Italie 1925, 1927, 1928, 1929 et 1933, des Milan-San Remo 1929 et 1931 puis des Tours de Lombardie 1925, 1926, 1927 et 1931. († 19 juillet 1986).
- 1904 :
  - Yves du Manoir, joueur de rugby à XV français. (8 sélections en équipe de France). († 2 janvier 1928).
- 1914 :
  - Rudy Pilous, hockeyeur sur glace puis entraîneur canadien. († 5 décembre 1994).
- 1915 :
  - Walter Diggelmann, cycliste sur route suisse. († 5 mars 1999).
- 1916 :
  - Johnny Claes, pilote de courses automobile belge. († 3 février 1956).
- 1920 :
  - Chuck Rayner, hockeyeur sur glace puis entraîneur canadien. († 5 octobre 2002).
- 1925 :
  - Floyd Curry, hockeyeur sur glace canadien. († 16 septembre 2006).
- 1927 :
  - Giancarlo Astrua, cycliste sur route italien. († 29 juillet 2010).
- 1929 :
  - Raymond Cicci, footballeur français. (1 sélection en équipe de France). († 20 février 2012).
- 1943 :
  - Clem Haskins, basketteur américain.
- 1947 :
  - Theo de Jong, footballeur puis entraîneur néerlandais. Vainqueur de la Coupe UEFA 1974. (15 sélections en équipe nationale).
  - Alois Schloder, hockeyeur sur glace allemand. Médaillé de bronze aux Jeux de Innsbruck 1976. (206 sélections en équipe nationale).

### XXesièclede1951à2000
- 1954 :
  - Tarmo Rüütli, footballeur puis entraîneur soviétique puis estonien. Sélectionneur de l'équipe d'Estonie de 2008 à 2013.
- 1958 :
  - Ken Linseman, hockeyeur sur glace canadien.
  - Steven Pokere, joueur de rugby à XV néo-zélandais. (39 sélections en équipe nationale).
  - Pascale Trinquet, fleurettiste française. Championne olympique en individuelle et par équipes aux Jeux de Moscou 1980. Médaillée de bronze par équipes aux Jeux de Los Angeles 1984.
- 1961 :
  - Craig Ehlo, basketteur américain.
- 1965 :
  - Marc Bergevin, hockeyeur sur glace puis dirigeant sportif canadien.
- 1966 :
  - Duff Gibson, skeletoneur canadien. Champion olympique aux Jeux de Turin 2006. Champion du monde de skeleton 2004.
  - Nigel Martyn, footballeur anglais. (23 sélections en équipe nationale).
- 1967 :
  - Massimiliano Allegri, footballeur puis entraîneur italien.
- 1968 :
  - Lorenzo Bernardi, volleyeur italien. Médaillé d'argent aux Jeux d'Atlanta 1996. Champion du monde de volley-ball 1990 et 1994. Champion d'Europe de volley-ball 1989 et 1995. Vainqueur des Ligue des champions de volley-ball 1990, 1995, 1999 et 2000. (306 sélections en équipe nationale).
  - Jason Leonard, joueur de rugby à XV anglais. Champion du monde de rugby à XV 2003. Vainqueur des Grands Chelems 1991, 1992, 1995 et 2003, du tournoi des cinq nations 1996, des tournois des Six Nations 2000 et 2001, des Challenges européens 2001 et 2004. (114 sélections en équipe nationale).
- 1969 :
  - Vladimir Vasilyev, pilote automobile de rallyes-raid russe.
- 1970 :
  - Gianluca Pessotto, footballeur italien. Vainqueur de la Ligue des champions 1996. (22 sélections en équipe nationale).
- 1971 :
  - Djamel Bouras judoka français. Champion olympique en -78 kg aux Jeux d'Atlanta 1996. Champion d'Europe de judo des -78 kg 1996.
- 1972 :
  - Agnes Samaria, athlète de demi-fond namibienne.
  - Joane Somarriba, cycliste sur route espagnole. Championne du monde de cyclisme contre-la-montre féminin 2003. Victorieuse des Tours d'Italie féminins 1999 et 2000, de La Grande Boucle féminine 2000, 2001 et 2003.
  - Vyacheslav Zahorodnyuk, patineur artistique individuel ukrainien. Champion d'Europe de patinage artistique 1996.
- 1973 :
  - Kristin Armstrong, cycliste sur route américaine. Championne olympique du contre la montre sur route aux Jeux de Pékin 2008, aux jeux de Londres 2012 puis aux Jeux de Rio 2016. Championne du monde de cyclisme sur route du contre la montre 2006 et 2009.
- 1974 :
  - Marie-France Dubreuil, patineuse artistique de danse sur glace canadien.
- 1975 :
  - Armel Tripon, navigateur français.
- 1976 :
  - Iván Córdoba, footballeur colombien. Vainqueur de la Ligue des champions 2010. (73 sélections en équipe nationale).
  - Ľubomír Višňovský, hockeyeur sur glace slovaque. Champion du monde de hockey sur glace 2002. (126 sélections en équipe nationale).
- 1977 :
  - Venson Hamilton, basketteur américain.
- 1978 :
  - Jermain Taylor, boxeur américain. Médaillé de bronze des -71 kg aux Jeux de Sydney 2000. Champion du monde poids moyens de boxe du 16 juillet au 29 mars 2007 et du 8 octobre au 7 février 2015.
- 1979 :
  - Walter Ayoví, footballeur équatorien. (79 sélections en équipe nationale).
  - Marion Talayrach, joueuse de rugby à XV française. Victorieuse du Grand Chelem 2005. (27 sélections en équipe de France).
  - Nicolas Seube, footballeur français.
- 1980 :
  - Daniel Lloyd, cycliste sur route britannique.
  - Monika Pyrek, athlète de sauts à la perche polonaise.
  - Sébastien Squillaci, footballeur français. (21 sélections en équipe de France).
- 1983 :
  - Joan Barreda Bort, pilote moto de rallye-raid espagnol.
  - Andrew Feeley, basketteur américain.
  - Mark Joyce, joueur de snooker anglais.
  - Yuriy Krymarenko, athlète de sauts ukrainien. Champion du monde d'athlétisme de la hauteur 2005.
  - Luke Lewis, joueur de rugby à XIII australien. (16 sélections en équipe nationale).
- 1984 :
  - Melky Cabrera, joueur de baseball dominicain.
  - Lucas di Grassi, pilote de F1 et de courses automobile d'endurance brésilien.
  - Alexis Loison, navigateur français.
  - Isabel Macías, athlète de demi-fond espagnole.
- 1985 :
  - Gary Wilson, joueur de snooker anglais.
- 1986 :
  - Hélène Defrance, skippeuse de 470 française. Médaillée de bronze aux Jeux de Rio 2016.
  - Richard Keogh, footballeur irlandais. (15 sélections en équipe nationale).
  - Pablo Sandoval, joueur de baseball vénézuélien.
  - Maxime Sorel, navigateur français.
- 1987 :
  - Cyrille Maret judoka français. Médaillé de bronze des -100 kg aux Jeux de Rio 2016.
  - Greysia Polii, joueuse de badminton indonésienne.
- 1988 :
  - Winner Anacona, cycliste sur route colombien.
  - Patrick Mills, basketteur australien.
- 1989 :
  - Bakaye Dibassy, footballeur franco-malien. (1 sélection avec l'équipe du Mali).
  - Matija Pintarič, hockeyeur sur glace slovène.
- 1991 :
  - Estelle Nze Minko, handballeuse française. Médaillée d'argent aux Jeux de Rio 2016 puis championne olympique aux Jeux de Tokyo 2020. Championne du monde féminin de handball 2017. Médaillée de bronze à l'Euro de handball féminin 2016, championne d'Europe en 2018 puis médaillée d'argent à l'Euro 2020. Victorieuse de la Coupe Challenge féminine de handball 2011 puis de la Coupe de l'EHF féminine 2019. (124 sélections en équipe de France).
- 1992 :
  - Bryce Cotton, basketteur américain.
- 1995 :
  - Charlie Eastwood, pilote de courses automobile d'endurance nord-irlandais.
  - Rebecca Quinn, footballeuse canadienne. (48 sélections en équipe nationale).
- 1997 :
  - Lambert Belmas, joueur de rugby à XIII français.
  - Kimberly Drewniok, volleyeuse allemande. (25 sélections en équipe nationale).
  - Kyle Guy, basketteur américain.
  - Isiaha Mike, basketteur canadien.
  - Nicholas Opoku, footballeur ghanéen. (18 sélections en équipe nationale).
- 1999 :
  - Kevin Knox, basketteur américain.
- 2000 :
  - Benjamin Marqué, hockeyeur sur gazon français. (16 sélections en équipe de France).

### XXIesiècle
- 2001 :
  - Ghofrane Belkhir, haltérophile tunisienne. Championne du monde d'haltérophilie à l'arraché des -55 kg 2021.
- 2002 :
  - Yōta Komi, footballeur japonais.
  - Hiroki Sekine, footballeur japonais.
- 2005 :
  - Antónis Papakanéllos, footballeur grec.
- 2007 :
  - Mikey Moore, footballeur anglais.

## Décès

### XXesièclede1901à1950
- 1947 : 
  - Harry Davis, 74 ans, joueur de baseball américain. (° 19 juillet 1873).

### XXesièclede1951à2000
- 1953 : 
  - Tazio Nuvolari, 60 ans, pilote de courses automobile et de moto italien. Vainqueur des 24 Heures du Mans 1933. (° 16 novembre 1892).
- 1955 : 
  - Bert Freeman, 69 ans, footballeur anglais. (5 sélection en équipe nationale). (° 1er octobre 1885).
- 1963 : 
  - Otto Wahle, 83 ans, nageur autrichien. Médaillé d'argent du 1 000 m et du 200 m avec obstacles aux Jeux de Paris 1900 puis médaillé de bronze du 440 yards aux Jeux de Saint-Louis 1904. (° 5 novembre 1879).
- 1965 : 
  - Ethel Thomson Larcombe, 86 ans, joueuse de tennis britannique. Victorieuse du Tournoi de Wimbledon 1912. (° 8 juin 1879).
  - Bill Woodfull, 67 ans, joueur de cricket australien. (35 sélections en test cricket). (° 22 août 1897).
- 1970 : 
  - Otto Peltzer, 70 ans, athlète de demi-fond allemand. Détenteur du Record du monde du 800 mètres du 3 juillet 1926 au 14 juillet 1928, et du Record du monde du 1 500 mètres du 11 septembre 1926 au 5 octobre 1930. (° 8 mars 1900).
- 1971 : 
  - Joe Smith, 82 ans, footballeur puis entraîneur anglais. (5 sélections en équipe nationale). (° 25 juin 1889).
- 1984 : 
  - Marcel Balsa, 75 ans, pilote de courses automobile français. (° 1er janvier 1909).

### XXIesiècle
- 2003 : 
  - Herb Brooks, 66 ans, hockeyeur sur glace puis entraîneur américain. Sélectionneur de l'équipe des États-Unis championne olympique aux Jeux de Lake Placid 1980. (° 5 août 1937).
- 2009 : 
  - Lazare Gianessi, 83 ans, footballeur français. (14 sélections en équipe de France). (° 9 novembre 1925).
- 2012 : 
  - Michael Dokes, 54 ans, boxeur américain. Champion du monde poids lourds de boxe du 10 décembre 1982 au 23 septembre 1983. (° 10 août 1958).
- 2015 : 
  - Georges Capdepuy, 69 ans, joueur de rugby à XV français. (° 15 février 1946).